# Čerišnjevica
Čerišnjevica je naselje u Republici Hrvatskoj, u sastavu Grada Pazina, Istarska županija. U blizini se nalaze sela i zaselaci Šipraki, Baničići, Mišoni, Grdoselo.